# Leigh Whannell
Leigh Whannell (  /ˈli_ˈwɑːnɛl/ ;  nacido el 17 de enero de 1977) es un cineasta y actor australiano. Es conocido por escribir películas dirigidas por su amigo James Wan, incluidas Saw (2004), Dead Silence (2007), Insidious (2010) e Insidious: Chapter 2 (2013). Whannell hizo su debut como director con Insidious: Capítulo 3 (2015) y desde entonces ha dirigido tres películas más, Upgrade (2018),The Invisible Man (2020), y Wolfman (2025).
Whannell y Wan son los creadores de la franquicia Saw . Whannell escribió la primera entrega, coescribió la segunda y tercera entrega, fue productor o productor ejecutivo de todas las películas y apareció como el personaje de Adam en tres de las entregas.  También fue el escritor del videojuego Saw (2009) y coguionista de la película Cooties de 2014.

## Carrera

### Televisión

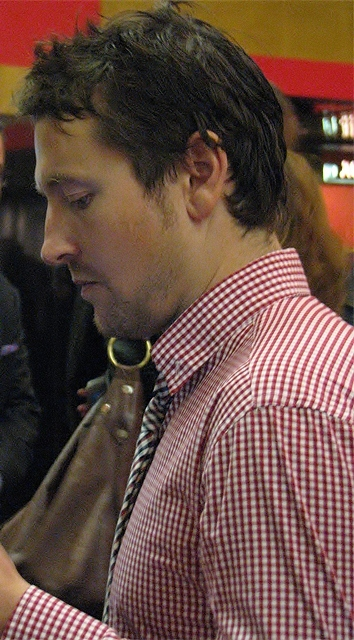
Whannell en 2010

Whannell nació el 17 de enero de 1977. 

Escritor desde la infancia, Whannell trabajó como reportero y crítico de cine para varios programas de televisión australianos, incluido Recovery de ABC, un programa de los sábados por la mañana orientado a los jóvenes presentado por Dylan Lewis. Whannell describió el programa en una publicación de blog de 2011:
El resultado fue que, en lugar de seguir el ideal habitual de MTV de lo que los adolescentes quieren en un programa de televisión (“¡¡Hola chicos, a continuación tenemos algunos movimientos de windsurf realmente MALOS!!!”, Recovery logró aprovechar el llamado “ "Alternativo" que estaba en pleno apogeo en ese momento y que daba a los adolescentes lo que realmente quieren: una anarquía genuina y sin pulir. 
Whannell había audicionado originalmente para el papel de presentador, pero luego fue contratado como reportero; La primera entrevista de Whannell fue con Jackie Chan y él ha afirmado que "La recuperación es el mejor trabajo que he tenido...".
Whannell apareció en el episodio 4 de la temporada 1 de la producción de RMITV Under Melbourne Tonight presenta What's Goin' On There? el 10 de junio de 1998. 

### Película
En 2003, Whannell apareció en un papel menor en The Matrix Reloaded, así como en el videojuego Enter The Matrix como el personaje "Axel".
Mientras estaba en la escuela de cine, Whannell conoció a James Wan. Juntos, los dos escribieron un guion para lo que se convertiría en Saw . Después de hacer un cortometraje en 2003 para mostrar la intensidad del guion de Saw, la versión cinematográfica, dirigida por Wan, se realizó en 2004 y se convirtió en un éxito de bajo presupuesto. Whannell interpretó a Adam en la película, uno de los personajes principales. La popularidad de Saw llevó a una secuela, Saw II, que fue dirigida y coescrita por Darren Lynn Bousman, y en la que Whannell coescribió y revisó el guion original de Bousman, titulado The Desperate. Whannell también se desempeñó como productor ejecutivo.
Casi al mismo tiempo, Whannell volvió a colaborar con Wan; escribieron una película llamada Dead Silence, que dirigió Wan. Originalmente estaba programado para su lanzamiento en 2006, pero pequeños problemas con el título retrasaron la fecha de lanzamiento hasta marzo de 2007. En 2006, el dúo compuso la historia de Saw III; Whannell escribió el guion por tercera vez. Fue nuevamente dirigida por Bousman y se estrenó el 27 de octubre de 2006. Whannell tiene un cameo destacado, retomando su papel de Adam. Saw III recaudó 33.610.391 dólares  en su primer fin de semana, recaudando alrededor de 129.927.001 dólares en todo el mundo (después de 38 días en los cines) y actualmente es la película Saw de mayor éxito hasta la fecha.
El compañero de escritura de Whannell, Wan, fue elegido para dirigir la película Death Sentence, el primer largometraje con su participación que no escribieron ellos mismos. Whannell tiene un pequeño papel como Spink en Death Sentence.

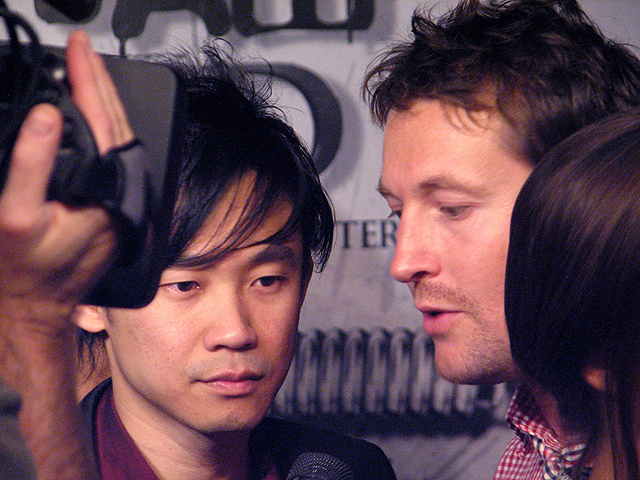
Whannell (derecha) y James Wan (izquierda) asistieron al estreno de Saw 3D el 27 de octubre de 2010.

En 2008, Whannell se quitó su "sombrero de escritor" para actuar junto a Nathan Phillips en Dying Breed, una película de terror australiana de bajo presupuesto sobre un equipo de zoólogos que exploran la naturaleza de Tasmania para localizar una criatura que se creía extinta, el tilacino o tigre de Tasmania. En cambio, se adentran en el dominio de los caníbales que conservan el gusto de su antepasado Alexander Pearce por la carne humana y se convierten en presas.
Antes y durante la producción de Saw, Whannell buscó tratamiento médico. "Estaba pasando por un momento difícil desde el punto de vista de la salud y sufría ansiedad", dice Whannell. "La ansiedad se manifestó de manera física. Sufrí dolores de cabeza todos los días durante casi un año. Fue algo serio y realmente comenzó a afectar mi vida". Pasar un tiempo en un hospital lo inspiró a dotar de cáncer al antagonista principal de la serie Saw, John Kramer / Jigsaw. "Era extraño tener 25 años y estar sentado en una sala neurológica y estar rodeado de personas que en realidad tenían tumores cerebrales. Fue muy aterrador y fue mi primera mirada adecuada a la mortalidad. Realmente quería recuperar mi salud y eso "Realmente recalqué lo importante que es la buena salud. Si la tienes, lo tienes todo". 
Whannell escribió el guion y actuó en la película de suspenso paranormal de 2011, Insidious, que fue dirigida por Wan y producida por Oren Peli. 

En relación con la franquicia Saw, Whannell afirmó, también en 2011:
Es difícil decirlo definitivamente, porque no poseemos los derechos de autor. Los productores podrían hacer 10 más si quisieran. Pero, si vamos a tomarlos al pie de la letra, nos dijeron que definitivamente ya habían terminado. Están bastante agotados. Han estado haciendo uno al año durante los últimos siete años, así que creo que necesitan algo de tiempo libre. 
A mediados de 2013 se publicaron informes de los medios sobre Cooties, un proyecto cinematográfico del que Whannell es productor ejecutivo, actor y guionista. La trama de la película trata sobre un virus extremo que infecta una escuela primaria aislada.  Whannell hizo su debut como director en la secuela Insidious: Capítulo 3 (2015), que también escribió.  
En 2014, Whannell expresó un posible interés en regresar a la franquicia Saw;  sin embargo, en una publicación de noviembre de 2013 en su blog personal, Whannell describió un nuevo capítulo más allá de su asociación con Wan, ya que el director finalmente había alcanzado su objetivo de realizar producciones taquilleras de estilo épico. Whannel explicó: "Ahora está haciendo las películas que siempre quiso hacer: las grandes. No tengo ninguna duda de que su nombre se agregará muy pronto a ese club especial de directores de cine que siempre ha admirado. Estoy muy feliz para él, como un padre orgulloso y por eso es el fin de una era". Whannell también añadió que no descarta volver a colaborar con Wan, pero siente que necesita dirigir una película por primera vez. 
Whannell fue escritor y director de la película de terror corporal de ciencia ficción Upgrade, que fue lanzada por Blumhouse Tilt y OTL Releasing en 2018 con una recepción positiva. A continuación, Whannell escribió, dirigió y fue coproductor ejecutivo de una adaptación del libro de HG Wells, El hombre invisible. La película, protagonizada por Elisabeth Moss y Oliver Jackson-Cohen, se estrenó en 2020 con gran éxito de la crítica universal. En julio de 2020 se anunció que está trabajando en una secuela de El hombre invisible. Whannell está trabajando actualmente en un reinicio de Escape from New York. También está produciendo y dirigiendo una serie secuela de Upgrade. En junio de 2022, estaba en conversaciones para dirigir una película de reinicio basada en Green Hornet titulada The Green Hornet and Kato de Amasia Entertainment y Universal Pictures 

## Filmografía

### Cine
| Año  | Título                                 | Papel            | Notas                     |
| ---- | -------------------------------------- | ---------------- | ------------------------- |
| 2000 | Stygian                                | Payaso/Niño punk | Guionista Cortometraje    |
| 2003 | Saw 0.5                                | David            | Guionista Cortometraje    |
| 2003 | The Referees                           | Footy Mate       |                           |
| 2003 | The Matrix Reloaded                    | Axel             |                           |
| 2003 | Razor Eaters                           | Nick.D           |                           |
| 2004 | Saw                                    | Adam Stanheight  | Guionista                 |
| 2004 | One Perfect Day                        | Chris            |                           |
| 2006 | Saw III                                | Adam Stanheight  | Cameo Guionista Productor |
| 2007 | Death Sentence                         | Spink            |                           |
| 2008 | Dying Breed                            | Matt             |                           |
| 2008 | Doggie Heaven                          | Neil             | Guionista Cortometraje    |
| 2009 | The Last Supper                        | Philip           | Cortometraje              |
| 2010 | Insidious                              | Specs            | Guionista                 |
| 2011 | Ga'Hoole: la leyenda de los guardianes | Jatt             | Voz                       |
| 2012 | The Debt Collector                     | Donovan          | Cortometraje              |
| 2013 | The Pardon                             | Clemente Moss    |                           |
| 2013 | Crush                                  | David            |                           |
| 2013 | Insidious: Chapter 2                   | Specs            | Guionista                 |
| 2014 | Cooties                                | Doug             | Productor Guionista       |
| 2014 | The Mule                               | Gavin            | Productor Guionista       |
| 2015 | Insidious: Chapter 3                   | Specs            | Director Guionista        |
| 2018 | Insidious: The Last Key                | Specs            | Productor Guionista       |
| 2018 | Aquaman                                | Piloto de carga  | Cameo                     |
| 2023 | Insidious: The Red Door                | Specs            | Productor Historia        |

### Televisión
| Año         | Título                        | Papel          | Notas                                                   |
| ----------- | ----------------------------- | -------------- | ------------------------------------------------------- |
| 1996        | Neighbours                    | Stuart Maughan | 1 episodio                                              |
| 1999 - 2000 | Blue Heelers                  | Jared Ryan     | 2 episodios: "The Deepest Cut" (1999); "Fair Go" (2000) |
| 2013        | Insidious: Spectral Sightings | Specs          |                                                         |
| 2014        | The Assets                    | Guardián ruso  |                                                         |

### Otros créditos
| Año  | Título            | Notas                                  |
| ---- | ----------------- | -------------------------------------- |
| 2005 | Saw II            | Productor Guionista                    |
| 2007 | Dead Silence      | Guionista                              |
| 2007 | Saw IV            | Productor ejecutivo                    |
| 2008 | Saw V             | Productor ejecutivo                    |
| 2009 | Saw VI            | Productor ejecutivo                    |
| 2010 | Saw 3D            | Productor ejecutivo                    |
| 2012 | X-Ray             | Guionista                              |
| 2018 | Upgrade           | Director Guionista Productor Ejecutivo |
| 2020 | The Invisible Man | Director Guionista Productor Ejecutivo |
| 2025 | Wolf man          | Director Guionista Productor Ejecutivo |

### Videojuegos
- Enter the Matrix; Axel (voz)
- Saw: The Videogame; guionista